# Uluberia
Uluberia è una suddivisione dell'India, classificata come municipality, di 202.095 abitanti, situata nel distretto di Howrah, nello stato federato del Bengala Occidentale. In base al numero di abitanti la città rientra nella classe I (da 100.000 persone in su).

## Geografia fisica
La città è situata a 22° 28' 18 N e 88° 6' 49 E al livello del mare.

## Società

### Evoluzione demografica
Al censimento del 2001 la popolazione di Uluberia assommava a 202.095 persone, delle quali 105.735 maschi e 96.360 femmine. I bambini di età inferiore o uguale ai sei anni assommavano a 25.489, dei quali 12.880 maschi e 12.609 femmine. Infine, coloro che erano in grado di saper almeno leggere e scrivere erano 130.002, dei quali 74.401 maschi e 55.601 femmine.